# Rodrigo Botejara
Rodrigo Javier Botejara Meringolo, más conocido como Rodrigo Botejara, (28 de enero de 1993) es un jugador de balonmano uruguayo que juega de central en la Scuola Italiana.
Botejara formó parte de la selección uruguaya en el Campeonato Mundial de Balonmano Masculino de 2021, en el que su selección participaba por primera vez.

## Clubes
| Club            | País    | Año         |
| --------------- | ------- | ----------- |
| Scuola Italiana | Uruguay | 2011 - Act. |

## Palmarés

### Selección nacional

#### Campeonato Centro y Sudamericano
- Medalla de bronce en el Campeonato Sudamericano y Centroamericano de Balonmano Masculino de 2020[3]

#### Juegos Suramericanos
- Medalla de bronce en los Juegos Suramericanos de 2022